# Illusion (1978)
Illusion is het tweede studioalbum van de Britse muziekgroep Illusion. Het kwam uit in 1978 en is eigenlijk ook het laatste echte album, dat de band uitbracht. Er volgde jaren later pas de opvolger, die weliswaar in 1979 was opgenomen, maar toen niet werd uitgegeven; de band was al uit elkaar gevallen en ze had last van het punktijdperk. Weer veel later kwamen leden weer bij elkaar bij Renaissance Illusion. Het album is opgenomen in de Morgan Studios in Londen. De arrangementen voor het strijkorkest werden geleverd door Robert Kirby, de opvolger van Hawken bij Strawbs. Het album was zo kort dat het vaak met haar voorganger op een compact disc werd geperst, waarbij één track ontbrak.

## Musici
- Jim McCarty - zang, akoestische gitaar, percussie
- Jane Relf - zang
- John Hawken - toetsinstrumenten waaronder mellotron en Hammondorgel
- Louis Cennamo - basgitaar
- John Knightsbridge - gitaar
- Eddie McNeil - slagwerk, percussie

## Composities
| Nr. | Titel                | Schrijver(s)                                                          | Duur |
| --- | -------------------- | --------------------------------------------------------------------- | ---- |
| 1.  | Madonna Blue         | Jim McCarty                                                           | 6:47 |
| 2.  | Never Be the Same    | McCarty                                                               | 3:17 |
| 3.  | Louis' Theme         | Louis Cennamo, Jane Relf                                              | 7:43 |
| 4.  | Wings Across the Sea | McCarty                                                               | 4:48 |
| 5.  | Cruising Nowhere     | McCarty                                                               | 5:02 |
| 6.  | Man of Miracles      | Relf, McCarty, Hawken (met teksten van Keith Relf, toen al overleden) | 3:28 |
| 7.  | The Revolutionary    | McCarty, Hawken                                                       | 6:15 |

## Recensies
Op progarchives verschillen de meningen over dit album. Volgens de één nam Illusion meer afstand van Renaissance, volgens een ander zat er nauwelijks verschil tussen beide albums van Illusion. Dezelfde site maakte melding van vergelijkingen met The Strawbs en The Moody Blues uit hun tijd met Question. Progwereld hoorde juist meer Renmaissance, maar dan de periode dat Relf en McCarthy eruit vertrokken waren. 